# Wiedemannia zwicki
Wiedemannia zwicki är en tvåvingeart som beskrevs av Wagner 1982. Wiedemannia zwicki ingår i släktet Wiedemannia och familjen dansflugor.
Artens utbredningsområde är Italien. Inga underarter finns listade i Catalogue of Life.